# Ledenice (district de České Budějovice)
Pour les articles homonymes, voir Ledenice.
Ledenice (en allemand : Ledenitz) est un bourg (městys) du district de České Budějovice, dans la région de Bohême-du-Sud, en République tchèque. Sa population s'élevait à 2 543 habitants en 2023.

## Géographie
Ledenice se trouve à 5 km au nord-ouest de Borovany, à 12 km au sud-est de České Budějovice et à 128 km au sud de Prague.
La commune est limitée par Srubec, České Budějovice, Zvíkov et Libín au nord, par Mladošovice à l'est, par Borovany et Strážkovice au sud, et par Nová Ves et Vrábče au sud-ouest et à l'ouest.

## Histoire
La première mention écrite du village date de 1278. La commune a le statut de bourg (městys) depuis le 22 juin 2007.

## Galerie

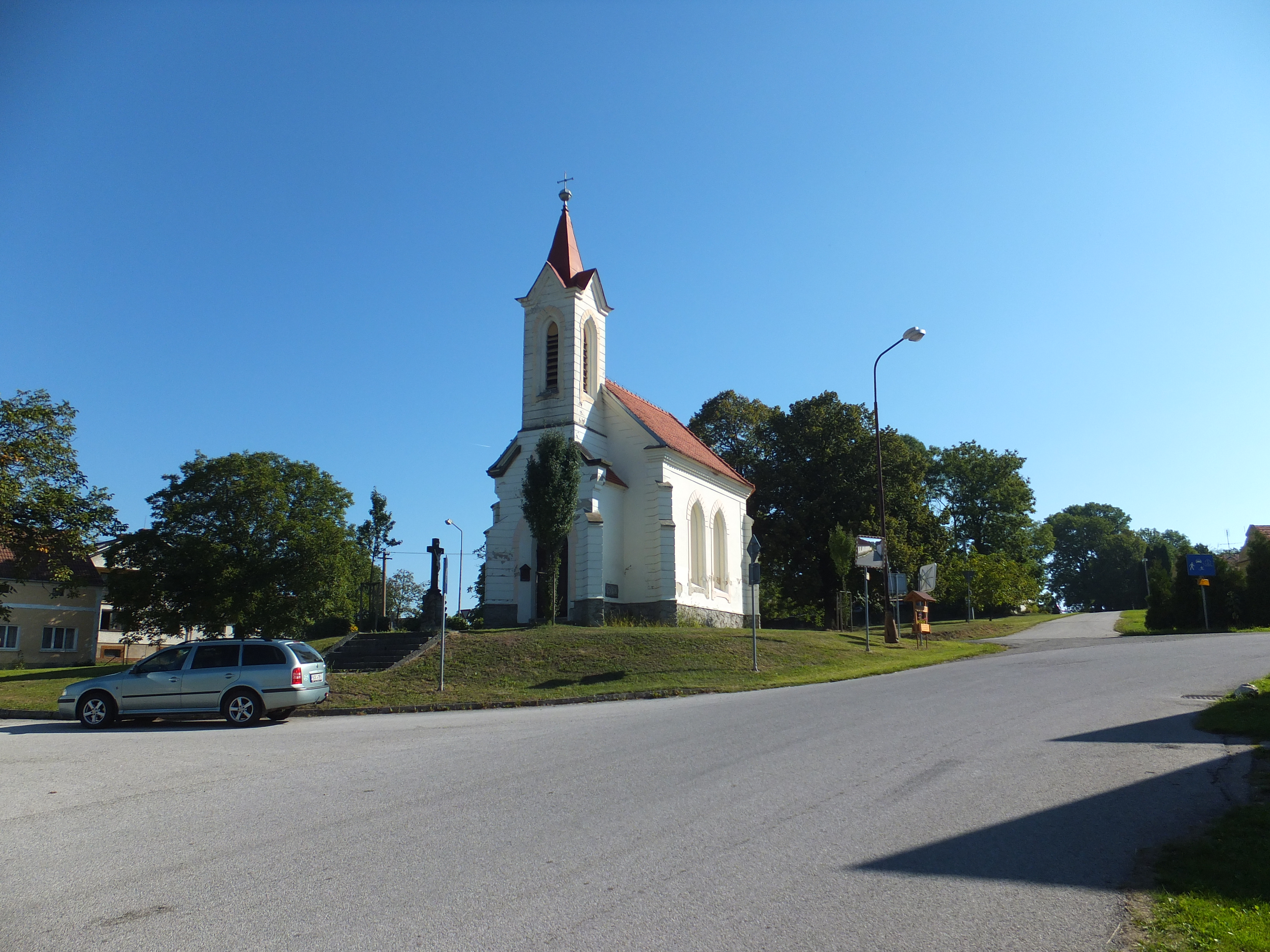
Zaliny : l'église.
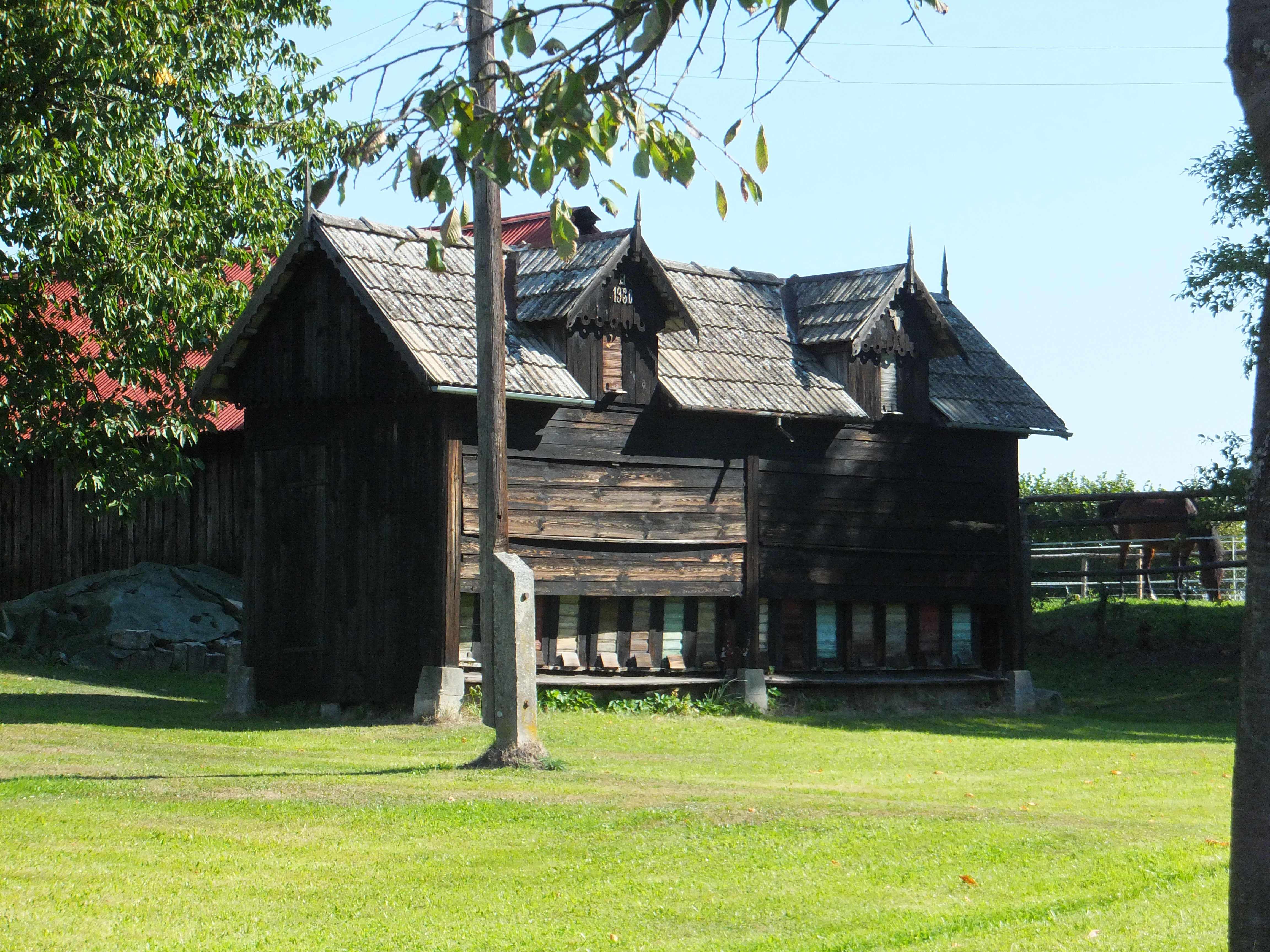
Architecture traditionnelle.

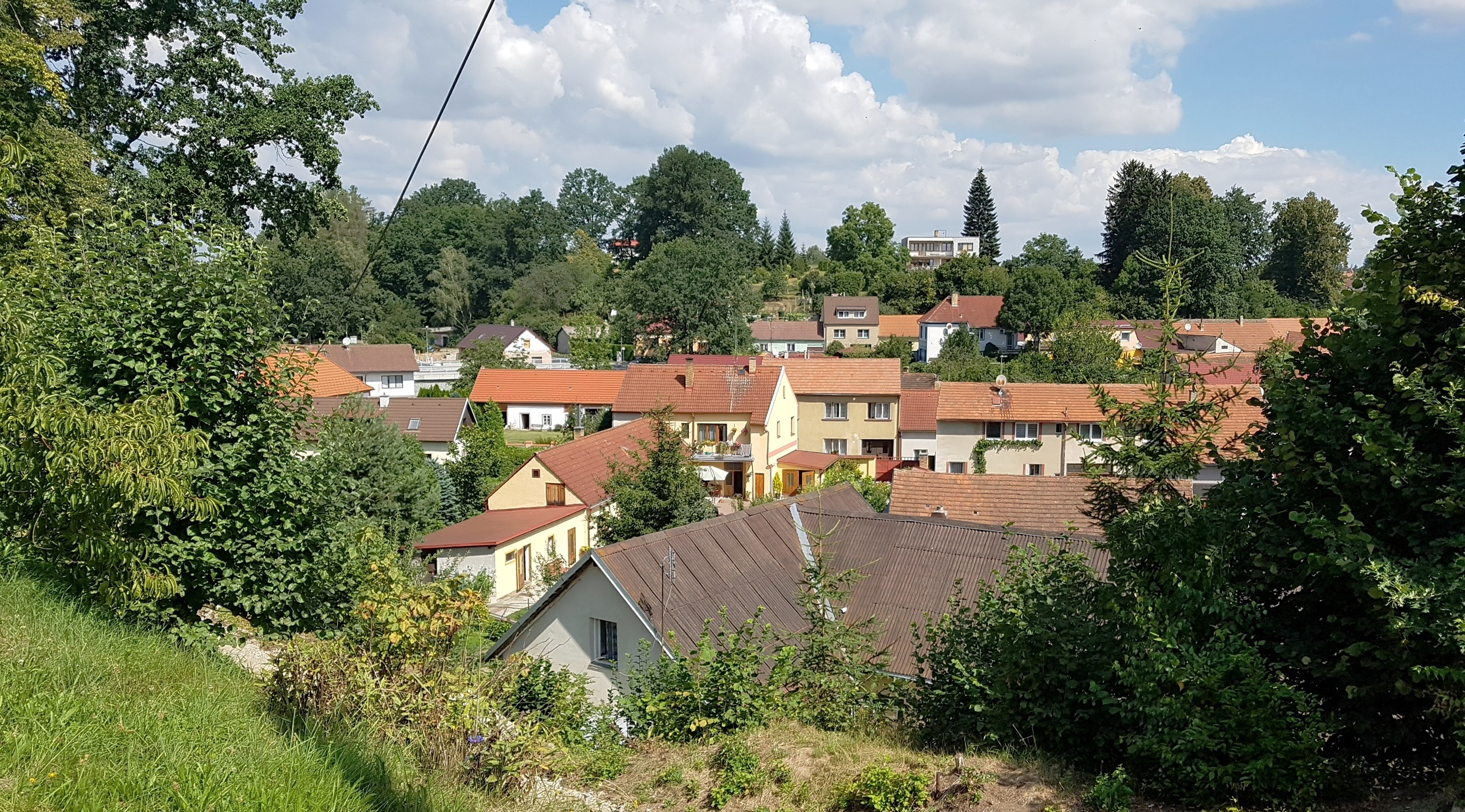
Ledenice : vue générale.

## Administration
La commune est divisée en six sections :
- Ledenice
- Ohrazení
- Ohrazeníčko
- Růžov
- Zaliny
- Zborov

## Transports
Par la route, Ledenice se trouve à 13 km de České Budějovice et à 157 km de Prague.